# VEGA运动
VEGA运动（法語：Mouvement VEGA）是比利时的一个已不存在的左翼政党。该党成立于2013年，由VEGA政治合作社的成员和左翼运动异见派联合建立。2017年4月28日，该党与左翼运动合并为明天运动。该党的意识形态是生态主义。该党曾是欧洲左翼党的观察员党。